# Charles und Camilla – Liebe im Schatten der Krone
Charles und Camilla – Liebe im Schatten der Krone, ein britischer Spielfilm aus dem Jahr 2005, erzählt die Beziehung zwischen Prinz Charles und seiner Camilla vor und während der Bekanntschaft des britischen Thronfolgers mit der Kindergärtnerin Diana Spencer.

## Handlung
Camilla Parker und Prinz Charles lernen sich kennen und lieben. Doch in erster Linie geht es Camilla darum, ihren Freund, Andrew Parker Bowles eifersüchtig zu machen, während Charles der sich ebenfalls für Pferde begeisternden Camilla verfallen ist.
Doch eines Tages lernt er die Kindergärtnerin Diana kennen, die Traumfrau an der Seite des Prinzen. Während er 1981 Diana heiratet, ist er nach wie vor in Camilla verliebt, und lebt ein Doppelleben – auf der einen Seite Ehemann und ab 1982 Vater, auf der anderen Seite Liebhaber von Camilla Parker Bowles, die inzwischen auch geheiratet hat.

## Hintergrund
Der Film entstand kurz nach der Hochzeit von Charles und Camilla, im Jahr 2005.
Dennoch gilt der Film unter Kritikern als zu Pro-Camilla-eingestellt, und auch Anhänger Lady Dianas sehen in ihm eine Diffamierung ihrer Königin der Herzen.
Dies hat unter anderem auch mit dem englischen Originaltitel zu tun: Es ist ein Zitat, das Prinz Charles in einem Interview gab.
- Interviewer (zu Charles und Diana): Sind Sie Verliebt? (Are You in Love?)
- Diana: Oh ja! (Oh, yes!)
- Charles: Was auch immer Liebe bedeutet! (Whatever love means!)

Vom Königshaus wird der Film akzeptiert.
Die Dreharbeiten des 2 Millionen Pfund Sterling teuren Filmes fanden im irischen Dublin statt.
Obwohl Charles und Diana ein Altersunterschied von 12 Jahren trennte, sind Laurence Fox und Michelle Duncan gleichaltrig.
Während in Großbritannien der Film bereits zu Weihnachten 2005 gezeigt wurde, erfolgte die deutschsprachige Erstausstrahlung am 31. Mai 2006 im Bayerischen Fernsehen.